# شمشي اداد الثالث
شمشي اداد الثالث كان ملك آشور من 1545 قبل الميلاد حتى 1529 قبل الميلاد وهو ابن الملك اشمي داجان الثاني
| سبقه اشمي داجان الثاني | ملك آشور 1545 ق.م. - 1529 ق.م. | تبعه آشور نيراري الأول |